# فرودگاه بیورلی
فرودگاه بیورلی (به انگلیسی: Beaverley Airport) یک فرودگاه همگانی است که یک باند فرود شن دارد و طول باند آن ۷۵۰ متر است. این فرودگاه در کشور کانادا قرار دارد و در ارتفاع ۷۳۸ متری از سطح دریا واقع شده‌است.